# Steve Mafi
Pour les articles homonymes, voir Mafi.

a Compétitions nationales et continentales officielles uniquement.

b Matchs officiels uniquement.
Dernière mise à jour le 15 juillet 2024.
Sitiveni "Steve" Mafi, né le 9 décembre 1989 à Fairfield, est un joueur de rugby à XV international tongien d'origine australienne évoluant au poste de troisième ligne aile ou deuxième ligne.
Il est le petit-fils de l'ancien joueur de rugby et capitaine des Tonga, Sione Mafi Pahulu.

## Carrière

### En club
Steve Mafi a été formé aux Parramatta Two Blues en Australie et a fait partie de l'effectif des Waratahs en 2009 et 2010, mais n'est pas arrivé à jouer un seul match.
En 2010, il quitte l'Australie pour l'Angleterre en signant avec le club des Leicester Tigers en Aviva Premiership.
Il reste quatre saisons dans le club anglais avant d'être libéré de son contrat en août 2014 afin de retourner en Australie. Il signe alors un contrat de deux saisons avec la franchise australienne de Super Rugby de la Western Force et avec le club des Greater Sydney Rams en NRC.
En 2016, il rejoint le club français du Castres olympique en Top 14 pour un contrat de deux saisons plus une autre en option. En 2018, il inscrit un essai lors de la finale du Top 14 contre Montpellier, participant ainsi activement à l'optention du titre de champion de France.
En juillet 2019, il quitte Castres et retourne jouer en Angleterre avec les London Irish, fraîchement promus en Premiership.
Après trois saisons en Angleterre, il fait son retour en France en 2022, et s'engage avec Oyonnax rugby en Pro D2. À la fin de sa première saison, il participe à l'obtention du titre de seconde division, et donc à la promotion du club oyonnaxien en Top 14. En juin 2024, il n'est pas conservé au terme de son contrat, et quitte le club.

### En équipe nationale
Steve Mafi a été sélectionné avec l'équipe d'Australie des moins de 18 ans en 2007.
En 2010, il fait le choix de représenter le pays de ses ancêtres, les Tonga.
Il obtient sa première cape internationale avec l'équipe des Tonga le 12 juin 2010 à l’occasion d’un match contre l'équipe des Samoa à Apia.
Son retour en Australie en 2014, est en partie dû à sa volonté de changer d’éligibilité internationale et jouer avec l'Australie. Cela aurait été possible en raison du projet d'assouplissement des règles d'éligibilités en vue des Jeux olympiques 2016. Il échoue cependant dans ce projet car le changement de nationalité sportive se révélant finalement trop difficile.
Il fait partie du groupe tongien sélectionné par pour participer à la Coupe du monde 2015 en Angleterre.
En 2019, il est retenu dans le groupe tongien pour disputer la Coupe du monde au Japon. Gêné par de nombreuses blessures, il dispute ne dispute qu'un match dans cette compétition, contre l'Argentine,.
Il dispute sa troisième Coupe du monde en 2023 en France. À nouveau, il ne joue qu'une seule rencontre, face à la Roumanie.

## Palmarès

### En club
- Vainqueur du Championnat d'Angleterre en 2013 avec les Leicester Tigers.
- Vainqueur de la Coupe anglo-galloise en 2013 avec les Leicester Tigers.
- Vainqueur du Championnat de France en 2018 avec le Castres olympique.
- Vainqueur du Championnat de France de deuxième division en 2023 avec Oyonnax rugby.

### En équipe nationale
- Participation à la Coupe du monde en 2015 (3 matchs), 2019 (1 match) et 2023 (1 match).